# Брабеци (Долж)
Брабеци (рум. Brabeți) насеље је у Румунији у округу Долж у општини Данеци. Oпштина се налази на надморској висини од 103 m.

## Становништво
Према подацима из 2002. године у насељу је живело 1266 становника, од којих су сви румунске националности.